# Love Me Not
Love Me Not (en català No m'estimis) es una pel·lícula dramàtica hispano-mexicana del 2019 dirigida per Lluís Miñarro amb guió coescrit amb Sergi Belbel basat llunyanament en Salomé d'Oscar Wilde, i protagonitzada per Ingrid García-Jonsson, Francesc Orella, Lola Dueñas i Óliver Laxe. Ha estat produïda pel mateix Miñarro per Lluís Miñarro Producciones i Julio Chavezmontes per Piano (Mèxic), en col·laboració amb la Generalitat de Catalunya, Televisió de Catalunya i el fons mexicà Eficine. Reel Suspects gestiona els drets internacionals.

## Sinopsi
L'acció es divideix en dues parts diferenciades, una a Orient Mitjà el 2006 i l'altra a l'actualitat. Un destacament militar internacional que combat en una guerra fantasmal a un lloc indeterminat d'Orient Mitjà, dirigit pel corrupte Comandant Antipas, rep la tasca de custodiar el misteriós Yokanaan en una presó de màxima seguretat enmig del desert. Yokanaan és considerat un profeta per alguns, però és empresonat a causa de les seves prediccions subversives antiimperialistes. La vigilància del presoner és assignada a la libidinosa soldat Salomé, filla d'Heròdies, l'esposa adúltera d'Antipas, dona capriciosa d'aspecte andrògina i hipersexualitzada que utilitza al seu guàrdia Ali com a joguina sexual. Poc a poc Salomé s'obsessiona amb el presoner fins a desencadenar una situació d'inesperades conseqüències.

## Repartiment
- Ingrid García-Jonsson – Salomé
- Francesc Orella – Comandant Antipas
- Lola Dueñas – Herodías
- Óliver Laxe - Yokanaan
- Luis Alberti - Hiroshima
- Fausto Alzati - Nagasaki
- Hugo Catalán - Alí

## Producció
El rodatge es va iniciar a Col·legiata de Sant Vicenç i a la mina de sal de Cardona, posteriorment al desert de Chihuahua i va acabar a ciutat de Mèxic el 15 de juny de 2018. La idea de la pel·lícula va sorgir segons el director:
| « | "La idea sorgeix com a resposta a la brutalitat d'Abu Ghraib a la Guerra de l'Iraq. Alhora, es completa amb la necessitat d'actualitzar un mite de la cultura occidental com és el de Salomé i explorar l'ambivalència i el gènere." | » |

Fou estrenada en la secció "Signatures" del Festival Internacional de Cinema de Rotterdam el 26 de gener de 2019.

## Premis
El febrer de 2019 va competir al Festival Internacional de Cinema UNAM de Mèxic. El març de 2019 va competir per la Lady Harimaguada de Oro al Festival Internacional de Cinema de Las Palmas de Gran Canària. El juny de 2019 va guanyar el premi al millor director a la XXV Mostra de Cinema Llatinoamericà de Catalunya Per contra, també va rebre un dels Premis YoGa 2020 a les pijors pel·lícules de l'any.